# Club africain (volley-ball)
Maillots
Le Club africain est un club de volley-ball tunisien, basé à Tunis, qui a vu le jour en 1943 et a connu un parcours irrégulier, malgré son bon palmarès national et international.
L'équipe masculine est dissoute en 2001 et l'équipe féminine en 1996. Le 9 février 2012, le bureau directeur du Club africain promet de réactiver le club dès la saison 2012-2013. Ce retour est encore une fois ajourné pour la saison 2015-2016 ; l'ancien joueur Chamseddine Souayah est chargé de diriger la section. En fin de compte, le retour est annulé définitivement.

## Histoire

### Équipe masculine
À l'instar de la Zitouna Sports, de l'Avenir sportif de La Marsa et de l'Espérance sportive de Tunis, le Club africain créé une section de volley-ball en 1943, grâce à Hédi Saheb Ettabaâ qui tente de mobiliser certains de ses coéquipiers de l'équipe de football. Elle participe aux différentes compétitions de l'époque (tournois de vulgarisation, critériums et championnat) mais n'arrive pas à s'imposer, ce qui précipite sa première dissolution en 1949.
Elle reprend son activité après l'indépendance avec une nouvelle formation composée de Rached Klibi, Hédi Hamdouche, Sadok Fayache, Rachid et Skander Medelgi, Hamadi Bey et Jean-Pierre Saal. En 1962, le club arrive enfin en division nationale mais, pour des raisons obscures, le Club africain ainsi que trois autres clubs de la nationale — l'Alliance sportive, le Cercle nautique tunisien et l'Union sportive tunisienne se retirent du championnat avant son démarrage.
Ce n'est qu'en 1976 que la section reprend ses activités en s'appuyant sur les joueurs de l'Union sportive des transports de Sfax, Abdelaziz Derbel, Abderrazak Miladi, Mohamed Kerkeni, Moncef Belaïba et Bahri Trabelsi. Le club rejoint rapidement l'élite et s'installe parmi les grands. L'effectif qui est enrichi par l'arrivée des frères Rachid et Hédi Boussarsar et Fayçal Ben Amara rafle tout sur son passage : sept championnats de Tunisie, cinq coupes de Tunisie, deux championnats arabes, trois championnats d'Afrique et une coupe d'Afrique. Néanmoins, avec le temps, les champions vieillissent et la relève ne fait pas le poids. En 2000-2001, le club termine dernier de la division nationale mais sauve sa place. Pourtant, la section se voit condamné à la dissolution en 2001.

### Équipe féminine
Quant à l'équipe féminine, elle a connu un parcours assez semblable. Créée en 1958, elle remporte pour sa première année le championnat et la coupe) grâce aux pionnières : Faïza et Jalila Hentati, Edith Serfati, Samia Zaouch, Saïda Ben Ahmed et Geneviève Tremsal. Après deux ans, elle est dissoute à son tour. Elle reprend ses activités en 1970 et bénéficie de beaucoup de sollicitude, ce qui lui permet de remporter onze championnats, huit coupes de Tunisie et quatre coupes d'Afrique grâce à des joueuses comme Jawa Ben Zaara, Sonia Ben Zineb, Samia Ben Amara, Azza Fridhi, Raoudha Laouani, Raja Bouberna et Jalila Bouberna, ce qui ne la sauve pas d'une nouvelle dissolution en 1996, année au cours de laquelle elle avait pourtant terminé seconde au championnat et disputé la finale de la coupe.

## Palmarès
| National | International |
| --- | --- |
| - Championnat de Tunisie masculin de volley-ball (7) : - Vainqueur : 1981, 1983, 1989, 1990, 1991, 1992, 1994 - Coupe de Tunisie masculine de volley-ball (5) : - Vainqueur : 1983, 1984, 1990, 1991, 1992 - Finaliste : 1978, 1982 - Championnat de Tunisie féminin de volley-ball (13) : - Vainqueur : 1959, 1980, 1981, 1982, 1983, 1984, 1985, 1986, 1987, 1990, 1991, 1993, 1994 - Coupe de Tunisie féminine de volley-ball (9) : - Vainqueur : 1959, 1983, 1984, 1985, 1987, 1988, 1989, 1990, 1991 - Finaliste : 1960, 1976, 1977, 1978, 1981, 1982, 1993, 1995, 1996, 2022 | - Championnat d'Afrique des clubs champions masculin de volley-ball (3) : - Vainqueur : 1991, 1992, 1993 - Coupe d'Afrique des clubs vainqueurs de coupe masculine de volley-ball (1) : - Vainqueur : 1992 - Finaliste : 1991 - Coupe arabe des clubs champions de volley-ball masculin (2) : - Vainqueur : 1992, 1994 - Finaliste : 1995 - Championnat d'Afrique des clubs champions féminin de volley-ball (4) : - Vainqueur : 1986, 1987, 1988, 1989 - Coupe d'Afrique des clubs vainqueurs de coupe féminine de volley-ball (1) : - Vainqueur : 1992 |

## Effectif

### Anciens joueurs
- Moncef Belaïba
- Fayçal Ben Amara
- Rached Ben Krid
- Hédi Boussarsar
- Rachid Boussarsar
- Abdelaziz Derbel
- Zied Elloumi
- Anis Fazaa
- Riadh Hedhili
- Adel Kechini
- Mohamed Kerkeni
- Lotfi M'douki
- Abderrazak Miladi
- Moncef Selmi
- Edith Serfati
- Chemseddine Soyah
- Bahri Trabelsi

### Anciennes joueuses
- Karima Aloui
- Samia Aloui
- Latifa Bizine
- Sabiha Ben Ahmed
- Samia Ben Amara
- Aicha Ben Fejria
- Jawa Ben Zaara
- Sonia Ben Zineb
- Jalila Boubarna
- Raja Boubarna
- Azza Fridhi
- Faïza Hentati
- Jalila Hentati
- Souad Nasri
- Khedija Toumi
- Geneviève Tremsal
- Hajer Wenna
- Samia Zaouch
- Hajer Zbiss
- Sonia issaoui
- Zohra Mami
- Raja Ghdemsi
- Kawther Toumi
- Hela Berrabah